# Famille Thunberg
La famille Thunberg est une famille suédoise dont la personnalité la plus notoire est Greta Thunberg, militante écologiste engagée dans la lutte contre le réchauffement climatique.

## Personnalités
- Olof Thunberg (1925-2020), acteur et réalisateur
  - Svante Thunberg (sv) (1969-), acteur, fils d'Olof Thunberg
  - Malena Ernman (1970-), artiste lyrique mezzo-soprano, épouse de Svante Thunberg
    - Greta Thunberg (2003-), militante écologiste engagée dans la lutte contre le réchauffement climatique, fille de Svante Thunberg et Malena Ernman

## Portraits

Olof Thunberg en 1959.
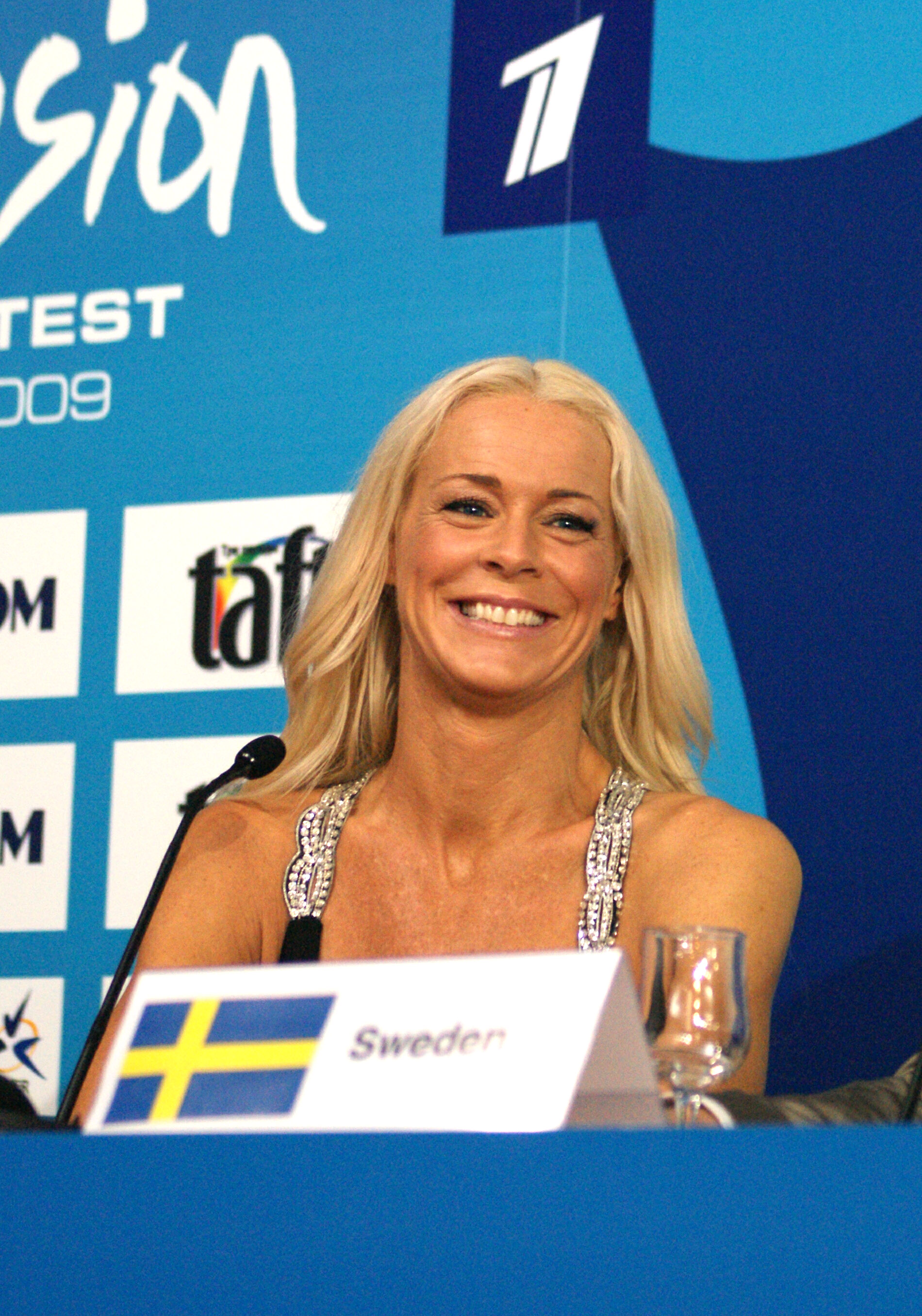
Malena Ernman épouse Thunberg en 2009.
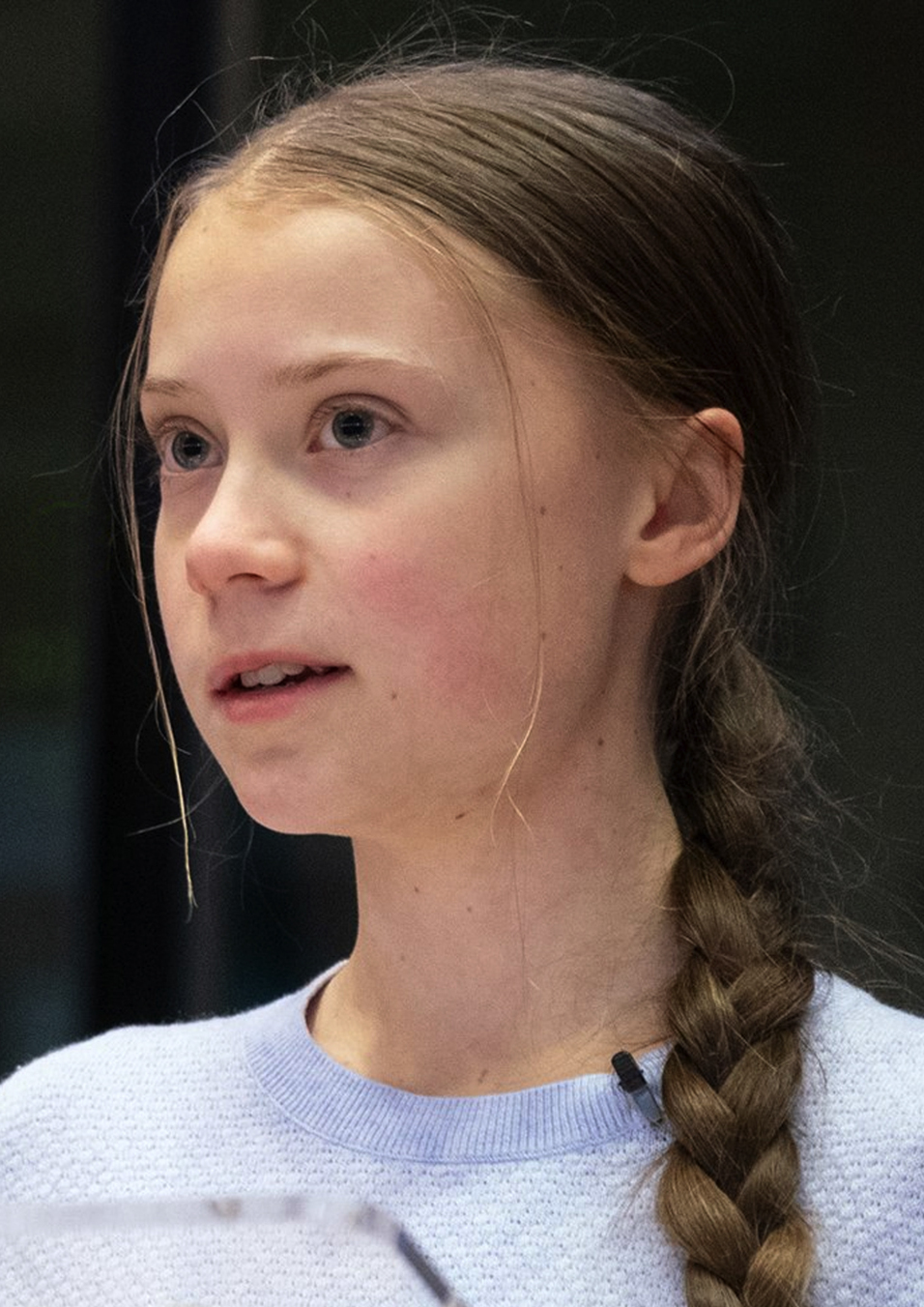
Greta Thunberg en 2020.